# 단양 구인사 청자 발우
단양 구인사 청자 발우(丹陽 救仁寺 靑磁鉢盂)는 충청북도 단양군 구인사에 있는, 고려시대의 청자 발우이다. 2001년 7월 13일 충청북도의 유형문화재 제211호로 지정되었다.

## 개요
고려시대 승려의 생활용품의 하나인 정자발우는 기벽이 얇고 빛이 청아하고 유연하다.
시문된 문양은 없지만 구연부를 직각으로 세워 독특한 모양을 하고 있다.

## 같이 보기
- 청자

## 참고 자료
- 단양 구인사 청자 발우 - 국가유산청 국가유산포털